# Partenope Napoli Basket
La Partenope Napoli Basket era una squadra di pallacanestro, con sede a Napoli.

## Storia

La Partenope vincitrice della Coppa delle Coppe 1969-1970

Fondata nel 1957 come sezione cestistica dell'Associazione Polisportiva Partenope, nella sua storia ha disputato numerose stagioni in Serie A, ottenendo un 2º posto nella stagione 1967-68 e un 3º posto nella stagione 1968-69. Sotto la presidenza di Amedeo Salerno ha vinto la Coppa Italia 1968, battendo in finale la Eldorado Bologna, e la Coppa delle Coppe nel 1970, sconfiggendo in finale la squadra francese del Vichy.
L'ultima apparizione tra i professionisti risale alla stagione 1997-1998, in Serie A2, in cui si piazzò al 12º posto davanti alla A.P.L. Serapide Pozzuoli che retrocesse in B1. Per problemi finanziari, tuttavia, questo piazzamento non servì a nulla facendo sparire la Partenope e facendo risalire nel campionato di A2 del 1998-99, tramite ripescaggio, Pozzuoli.

Dopo il fallimento del progetto di rilancio nel 1998, la Partenope Napoli Basket ha continuato la sola attività giovanile.

## Palmarès

### Competizioni nazionali
- Coppa Italia: 1

1968

### Competizioni internazionali
- Coppa delle Coppe: 1

1969-70

### Altri piazzamenti
- Coppa Italia

Finale: 1969, 1971

## Cronologia degli sponsor ufficiali
- Ignis Sud Napoli (1967-1968)
- Fides Napoli (1968-1971)
- Fag Napoli (1973-1976)
- Cosatto Napoli (1976-1977)
- Gis Napoli (1977-1978)
- Pasta Baronia Napoli (1997-1998)